# 芬蘭交通
芬蘭的交通系統十分發達。2010年，芬蘭的主要公路網全長78,162（48,568英里），所有公共道路全長104,161（64,723英里），高速公路全長779（484英里）:23, 42。赫尔辛基-万塔机场是芬蘭主要的國際機場，也是許多亞洲飛往歐洲航班的經停點。儘管芬蘭人口密度很低，芬蘭仍然擁有總長度達5,865（3,644英里）的鐵路網。芬蘭的鐵路由國營芬蘭鐵路公司運營。鐵路佔芬蘭5%的客運和25%的貨運份額。